# 리 레이센
리 레이센(일본어: 李麗仙/り れいせん, 한국명 이여선, 1942년 3월 25일 ~ 2021년 6월 22일)은 일본의 배우이다.
도쿄도에서 태어났으며 도쿄 도립 히로오 고등학교를 졸업했다. 배우이자 소설가인 오쓰루 기탄은 리 레이센의 아들이다.

## 생애
부모님 모두 재일 한국인으로 태어났을 때는 이초자(李初子)였다. 부타이 게이주 학원(舞台芸術学院)재학 중에 가라 주로(唐十郎) (본명:오쓰루 요시히데(大靏義英))를 알게 되었다. 1963년에 부타이 게이주 학원을 중퇴하고 가라 주로가 세운 극단에 가입했다. 여기서 이예선(李礼仙)이란 예명으로 극단의 여배우로 활동했다.
1967년에 가라 주로와 결혼했으며 1975년에 일본 국적을 취득했다. 1987년 2월에 예명을 지금의 리 레이센(李麗仙)으로 개명했다. 1988년 4월에 가라 주로와 이혼을 했다.
무대 드라마, 영화등 폭넓게 활동했다.
2021년 6월 22일에 도쿄도내의 병원에서 폐렴으로 인해 사망한 것이, 같은해 6월 25일에 알려졌다.

## 출연
- 마이 리틀 쉐프 (2002년) 에피소드 7화
- 3년 B조 킨파치 선생 제 4시리즈(1995년)사쿠라 중학교 교감역